# Codilia
Codilia  (лат.) — род прыгающих насекомых из семейства цикадок (Cicadellidae). Южная Америка. Длина 6-7 мм (самки крупнее). Скутеллюм крупный, его длина больше длины пронотума. Голова крупная, слегка уже пронотума; передний край округлый, лоб широкий. Глаза и оцеллии относительно крупные; глаза полушаровидные. Клипеус длинный и широкий. Эдеагус асимметричный длинный, с апикальным шипиком (1 или 2). Сходны по габитусу с Crassinolanus, отличаясь деталями строения гениталий. Род включают в состав подсемейства Coelidiinae.
- Codilia retardata Nielson, 1982 — Эквадор
- Codilia retrorsa Nielson, 1982 — Перу, Эквадор typus